# Сен Мишел сир Орж
Сен Мишел сир Орж (фр. Saint-Michel-sur-Orge) град је у Француској, у департману Есон.
По подацима из 1999. године број становника у месту је био 20.375.

## Географија

### Клима
| Клима (Сен Мишел сир Орж)  | Клима (Сен Мишел сир Орж) | Клима (Сен Мишел сир Орж) | Клима (Сен Мишел сир Орж) | Клима (Сен Мишел сир Орж) | Клима (Сен Мишел сир Орж) | Клима (Сен Мишел сир Орж) | Клима (Сен Мишел сир Орж) | Клима (Сен Мишел сир Орж) | Клима (Сен Мишел сир Орж) | Клима (Сен Мишел сир Орж) | Клима (Сен Мишел сир Орж) | Клима (Сен Мишел сир Орж) | Клима (Сен Мишел сир Орж) |
| Показатељ \ Месец          | .Јан.                     | .Феб.                     | .Мар.                     | .Апр.                     | .Мај.                     | .Јун.                     | .Јул.                     | .Авг.                     | .Сеп.                     | .Окт.                     | .Нов.                     | .Дец.                     | .Год.                     |
| -------------------------- | ------------------------- | ------------------------- | ------------------------- | ------------------------- | ------------------------- | ------------------------- | ------------------------- | ------------------------- | ------------------------- | ------------------------- | ------------------------- | ------------------------- | ------------------------- |
| Средњи максимум, °C (°F)   | 6,1 (43)                  | 7,6 (45,7)                | 11,4 (52,5)               | 14,6 (58,3)               | 18,6 (65,5)               | 21,8 (71,2)               | 24,5 (76,1)               | 24,2 (75,6)               | 20,8 (69,4)               | 15,8 (60,4)               | 9,9 (49,8)                | 6,8 (44,2)                | 15,2 (59,4)               |
| Просек, °C (°F)            | 3,4 (38,1)                | 4,3 (39,7)                | 7,1 (44,8)                | 9,7 (49,5)                | 13,4 (56,1)               | 16,4 (61,5)               | 18,8 (65,8)               | 18,5 (65,3)               | 15,6 (60,1)               | 11,5 (52,7)               | 6,7 (44,1)                | 4,3 (39,7)                | 10,8 (51,4)               |
| Средњи минимум, °C (°F)    | 0,7 (33,3)                | 1,0 (33,8)                | 2,8 (37)                  | 4,8 (40,6)                | 8,3 (46,9)                | 11,1 (52)                 | 13,0 (55,4)               | 12,8 (55)                 | 10,4 (50,7)               | 7,2 (45)                  | 3,5 (38,3)                | 1,7 (35,1)                | 6,4 (43,5)                |
| Количина падавина, mm (in) | 47,6 (18,74)              | 42,5 (16,73)              | 44,4 (17,48)              | 45,6 (17,95)              | 53,7 (21,14)              | 51,0 (20,08)              | 52,2 (20,55)              | 48,5 (19,09)              | 55,6 (21,89)              | 51,6 (20,31)              | 54,1 (21,3)               | 51,5 (20,28)              | 598,3 (235,55)            |
| [ тражи се извор ]         |                           |                           |                           |                           |                           |                           |                           |                           |                           |                           |                           |                           |                           |

## Демографија
| 1962. | 1968.  | 1975.  | 1982.  | 1990.  | 1999.  | 2011.  |
| ----- | ------ | ------ | ------ | ------ | ------ | ------ |
| 3.725 | 15.268 | 20.727 | 20.044 | 20.771 | 20.375 | 20.224 |

## Партнерски градови
- Питлинген
- Фрезаграндинарија